# Caeciliidae
Los cecílidos (Caeciliidae) son una familia de anfibios gimnofiones compuesta por dos géneros y 42 especies de cecilias. Se distribuye por la región sur de Centroamérica y la mayor parte del norte y centro de Sudamérica.

## Morfología
Aun siendo la familia más diversificada del orden Gymnophiona, las especies asignadas a ella presentan rasgos comunes que las diferencian del resto de las cecilias:
- En particular, el cráneo consta de pocos huesos en comparación con los de otras cecilias. Los huesos craneales presentes en Caeciliidae están fundidos de manera que el cráneo entero es como un ariete destinado a excavar y remover la tierra en la que viven estos animales.
- La boca está retraída bajo el hocico.
- Los animales de estas especies no tienen cola.[2]

La longitud de los individuos adultos de esta familia de cecilias oscila entre los 9 cm de Idiocranium russeli y los 160 de Caecilia thompsoni.
Los ojos están recubiertos de piel, y, en los casos de algunas especies, de escamas óseas. Las escamas dérmicas pueden estar presentes o ausentes. Unos pliegues de la piel que forman anillos recubren el cuerpo parcial o totalmente. Los anillos primarios se disponen por encima de las vértebras, y entre ellos puede haber anillos secundarios y terciarios. Careciendo de cola todas las especies de esta familia, algunas presentan en su lugar una escama terminal. La coloración en la mayoría de las especies es negra o gris ; en algunas, azulada o rosada.

## Biología
Al parecer, todos los miembros de la familia son ovovivíparos y carecen de estadio larvario. En el embrión se produce la absorción de las branquias y de la línea lateral antes de producirse el nacimiento o la eclosión.

## Géneros
Tiene descritos las siguientes géneros y número de especies:
- Caecilia Linnaeus, 1758 (33 especies)
- Oscaecilia Taylor, 1968 (9 especies)

Anteriormente incluía a las familias Dermophiidae, Herpelidae, Indotyphlidae y Siphonopidae.